# Un peuple et son roi
Un peuple et son roi (bra: A Revolução em Paris; prt: Uma Nação, um Rei ) é um filme francês do gênero drama dirigido por Pierre Schoeller lançado em 7 de setembro de 2018. O filme tem como plano de fundo, todo o movimento político da Revolução Francesa, que culminou a morte de Luis XVI e instaurou a República no país.

## Sinopse
Em 1789, um povo começa a revolução. "A revolução em Paris" cruza os destinos de mulheres e homens do povo e de figuras históricas como Robespierre, Marat, Desmoulins ou Danton. O lugar de encontro é a nova Assembleia Nacional, onde os debates fervilham sobre a constituição do país, declarações e formas de Estado.

## Elenco
| Ator                     | Personagem                |
| ------------------------ | ------------------------- |
| Gaspard Ulliel           | Basile                    |
| Adèle Haenel             | Françoise                 |
| Olivier Gourmet          | L'oncle                   |
| Louis Garrel             | Robespierre               |
| Izïa Higelin             | Margot                    |
| Noémie Lvovsky           | Solange                   |
| Céline Sallette          | Reine Audu                |
| Denis Lavant             | Marat                     |
| Johan Libéreau           | Tonin                     |
| Andrzej Chyra            | Lazowski                  |
| Julia Artamonov          | Pauline Léon              |
| Laurent Lafitte          | Luís XVI                  |
| Stéphane De Groodt       | Padre Norbert Pressac     |
| Niels Schneider          | Louis de Saint-Just       |
| Louis-Do de Lencquesaing | Luís XIV                  |
| Patrick Préjean          | Henrique IV               |
| Serge Merlin             | Luis XI                   |
| Maëlia Gentil            | Marie-Antoinette Tonnelat |
| Lucile Durant            | Madame Elisabeth          |
| Frédéric Norbert         | Bispo de Langres          |
| Audrey Bonnet            | Femme Landelle            |
| Raphaël Caraty           | Deputado                  |

## Lançamento
O filme teve sua estreia no dia 7 de setembro no Festival Internacional de Cinema de Veneza de 2018, na Itália. Sua estreia na França aconteceu apenas no dia 26 de setembro.

## Recepção da crítica
O filme possui uma nota baixa no agregador de crítica Rotten Tomatoes, atingindo apenas 33% de aprovação dos críticos baseado em nove críticas.
Felipe Arrojo Poroger, do jornal Folha de S.Paulo, classificou o filme com duas estrelas de cinco. Sobre o filme, anotou que: "engolido pela pretensão de se construir como retrato definitivo de um tempo complexo, o filme corre contra o relógio para dar conta de sua meta impossível."
Carlos Helí de Almeida, do jornal O Globo, fez crítica regular ao filme e disse que: "a trama oscila rapidamente entre os ambientes da lavadeira feminista  e dos membros da Assembleia Nacional, como Robespierre, sem conseguir dar conta de tanto contexto ou da emoção dos fatos."
Jay Weissberg, da revista estadunidense Variety, fez crítica dura ao filme e anotou que: "é impossível imaginar um relato mais antiquado da Revolução Francesa do que "A revolução em Paris", um filme desesperado para capturar a atmosfera da época."

## Prêmios e indicações
| Ano  | Premiação      | Categoria                 | Recipiente(s)    | Resultado |
| ---- | -------------- | ------------------------- | ---------------- | --------- |
| 2019 | César          | Melhor figurino           | Anaïs Romand     | Indicado  |
| 2019 | César          | Melhor design de produção | Thierry François | Indicado  |
| 2019 | Prêmio Lumière | Melhor cinematografia     | Julien Hirsch    | Indicado  |